# Miloud Hadefi
Miloud Hadefi   (Orà, 12 de març de 1949 - Orà, 6 de juny de 1994) fou un futbolista algerià de la dècada de 1970. Fou conegut com el Kaiser Africà per la seva similitud en el joc amb Der Kaiser, Franz Beckenbauer.
Fou internacional amb la selecció d'Algèria.
Pel que fa a clubs, destacà a MC Oran, on també fou entrenador entre 1989 i 1992.